# Iwan Dłużanski
Iwan Dłużanski, ukr. Іван Длужанский, pol. Jan Dłużański (ur. 7 sierpnia 1850 w Śniatynie, zm. w kwietniu 1930 w Krakowie) – ukraiński prawnik, sędzia, poseł do austriackiej Rady Państwa.

## Życiorys
Ukończył gimnazjum we Lwowie, w latach 1870-1875 studiował na wydziale prawa uniw. w Wiedniu, gdzie w 1877 uzyskał tytuł doktora praw.
Od 1874 pracował jako aplikant sądowy w Sądzie Krajowym w Wiedniu - czasowo przydzielony do Sądu Handlowego w Wiedniu (sierpień-grudzień 1874). Auskultant w Sądzie Powiatowym Wien-Innere Stadt (1875-1878). Następnie adiunkt  w latach 1879-1882 w Sądzie Powiatowym Ottenschlag (powiat Pöggstall, dziś powiat Zwettl) a potem w latach 1882-1886 w Sądzie Powiatowym Ottakring w Austrii Dolnej a potem w Sądzie Obwodowym w Wiedniu (1886-1892). Od 1893 sekretarz a od 1897 radca sądu krajowego był sędzią w Sądzie Handlowym w Wiedniu. W 1907 przeszedł w stan spoczynku, mieszkając na stałe w Wiedniu.
Poseł do austriackiej Rady Państwa X kadencji (31 stycznia 1901 – 30 stycznia 1907) wybrany z kurii IV (gmin wiejskich) w okręgu wyborczym nr 23 (Kołomyja-Kossów–Śniatyn). W parlamencie austriackim należał najpierw od 1901 do Słowiańskiego Centrum, następnie od czerwca 1902 pozostawał niezrzeszony, potem wstąpił do Unii Słowiańskiej. Od marca 1906 pozostawał niezrzeszony.
W 1924 przeprowadził się z Wiednia do Krakowa.

## Rodzina i życie prywatne
Urodził się w rodzinie greckokatolickiego duchownego, jego ojcem był Dawid (zm. 1855) proboszcz w Śniatynie. Rodziny nie założył